# Platja de la Murtra (Sant Pol de Mar)
La platja de la Murtra és una platja seminatural de la costa del Maresme, situada al municipi de Sant Pol de Mar (Maresme). Pel seu extrem nord es troba limitada per una petita formació rocallosa a mode d'escullera natural que la separa de la platja de Can Villar, on hi ha un búnquer de la Guerra Civil espanyola, i pel seu extrem sud es troba limitada per un petit penya-segat que la separa de la platja de les Roques Blanques. Té una longitud e 1.200 m i una amplada mitjana de 37 m de sorra gruixuda, amb un pendent d'entrada a l'aigua molt fort. Hi és permesa la pràctica del nudisme. Es pot accedir a peu per un pas subterrani sota la carretera N-II, però cal travessar per sobre la via del tren.
El juny del 2016 l'Ajuntament de Sant Pol de Mar va habilitar l'accés al gossos al sector de la platja més proper a la platja de Can Villar, anomenat platja de les Banyeretes, d'uns 300 m de longitud, però el setembre del mateix any el Departament de Medi Ambient de la Generalitat de Catalunya va prohibir-hi l'accés dels gossos per a protegir la colònia de corbs marins emplomallats que utilitzen les roques del litoral com espai per a dormir.